# Otto Kitzler

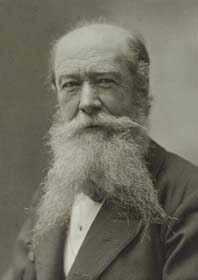
Otto Kitzler, 1915

Otto Kitzler (* 16. März 1834 in Dresden; † 6. September 1915 in Graz) war ein deutscher Dirigent und Cellist.
Kitzler ist vor allem als Lehrmeister des berühmten Komponisten Anton Bruckner in Erinnerung geblieben, der zwischen 1861 und 1863 Studien in freier Komposition bei ihm nahm. Kitzler war in dieser Zeit als Kapellmeister am Linzer Theater engagiert. Anhand der Werke u. a. von Hector Berlioz, Felix Mendelssohn Bartholdy, Robert Schumann, Franz Liszt und Richard Wagner erklärte er dem fast zehn Jahre älteren Bruckner, der in Linz als Domorganist wirkte, die damals modernen Methoden der Komposition und Instrumentation. Mit der so genannten Studiensinfonie schloss Bruckner im Juni 1863 die Lehre erfolgreich ab und entwickelte sich in Folge zu einem der wichtigsten Sinfoniker der Musikgeschichte. Kitzler und Bruckner blieben bis zu Bruckners Tod 1896 befreundet. Noch in Brünn entstand sein Werk „Trauermusik. Dem Andenken Bruckners“. Als 81-Jähriger beendete Kitzler sein Leben durch eigene Hand. Er wurde auf dem Stadtfriedhof Graz-St. Peter beigesetzt.